# Ad Beatissimi Apostolorum

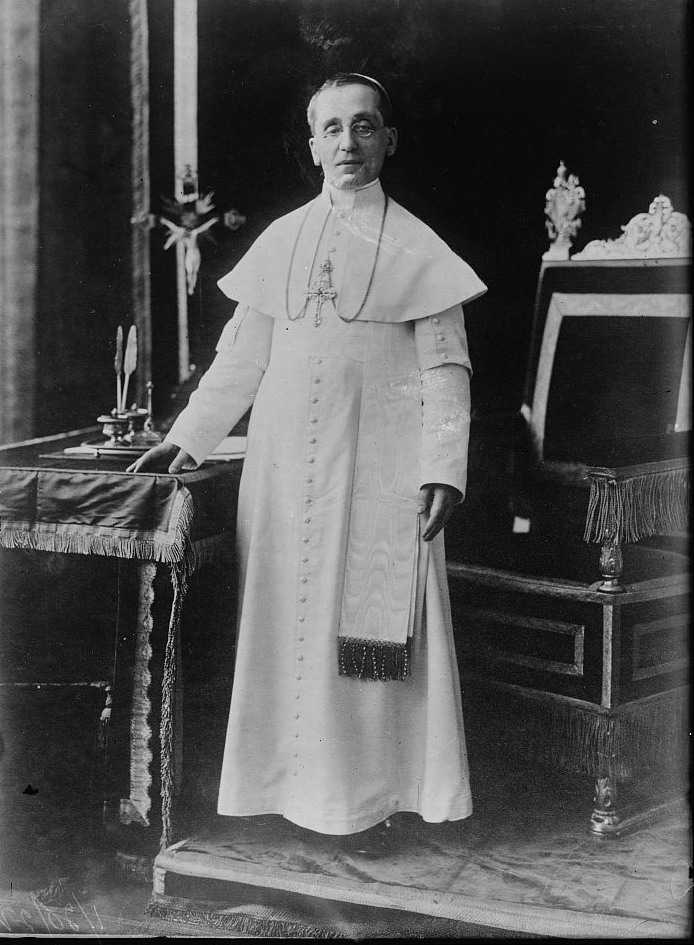
Papież Benedykt XV

Ad Beatissimi Apostolorum – encyklika papieża Benedykta XV wydana 1 listopada 1914 o podtytule O przyczynach obecnej wojny.
Papież w tej encyklice wezwał przywódców państw do zakończenia wojny oraz wyłożył przyczyny trwającej wojny.

## Tło powstania
28 lipca 1914 wybuchła I wojna światowa. Wkrótce zmarł papież Pius X. 3 września 1914 na konklawe kardynałowie wybrali nowym papieżem kard. Giacomo della Chiesa, który przybrał imię Benedykt XV. Od początku pontyfikat nowego papieża był zdeterminowany trwającą wojną. Ad Beatissimi Apostolorum było pierwszą encykliką Benedykta XV.

## Treść

### Wezwanie do zakończenia wojny
Benedykt XV na początku dokumentu stwierdza, że jego pragnieniem jest zbawienie wszystkich ludzi. Wyraża smutek i poruszenie z powodu toczącej się wojny oraz wymienia krzywdy, które z jej powodu doznają ludzie. Zwraca się z błaganiem do przywódców państw, aby na wzgląd na te krzywdy zakończyli działania militarne, a swoje prawa dochodzili w sposób pokojowy.

### Przyczyny wojny według papieża
W dalszej części encykliki papież wymienia przyczyny zła we współczesnym świecie, które jego zdaniem doprowadziły do wojny. Według Benedykta XV są to:  brak wzajemnej między ludźmi życzliwości, poniżanie powagi władzy, krzywdzące walki jednych klas społecznych z drugimi oraz pożądanie dóbr doczesnych bez zwracania uwagi na dążenie do dóbr wiecznych. Następnie papież rozwija ten wątek.

#### Brak miłości bliźniego
Benedykt XV zauważa, że nigdy wcześniej nie rozprawiano o braterstwie między ludźmi tyle, ile we współczesnych czasach, w tym z pominięciem Ewangelii i z lekceważeniem Chrystusa i Kościoła, a jednocześnie nigdy nie było mniej braterskich stosunków między ludźmi, niż obecnie. Nienawiść powoduje różnicę narodowości i klas, a wśród ludzi panuje egoizm.

#### Poniżanie powagi władzy
Papież stwierdza, że węzły obowiązków pomiędzy przełożonymi a podwładnymi już prawie zanikły. Dotyczy to nie tylko władz państwowych, ale również rodzin oraz Kościoła. Spowodowane to jest odejściem od wywodzenia władzy od Boga lub z praw naturalnych i uznania, że władza pochodzi z woli ludzi. Powoduje to straszne czyny osób, dla których nie istnieje żadne prawo.

#### Walki jednych klas społecznych z drugimi
Benedykt XV zauważa, że ludzkość jest podzielona. Ubodzy na skutek podżegaczy nienawidzą osób, które posiadają majątek. Stwierdza, że z prawdy, iż ludzie są z natury równi, nie wynika to, że wszyscy powinni zajmować równe stanowiska, lecz takie, jakie swoim działaniem potrafili zdobyć. Zauważa, że osoby bogate nie przywłaszczyły sobie majątku ludzi biednych oraz że swój los można poprawić uczciwą pracą. Benedykt XV ubolewa również nad rozlewem krwi podczas zamieszek wywołanych walką klas. Wzywa również osoby zajmujące wyższe pozycje, aby traktowały ludzi z niższych klas jak braci.

#### Nadmierne pożądanie dóbr doczesnych
Papież stwierdza, że źródłem problemów, o których wcześniej rozprawiał jest chciwość oraz teza, że nie ma szczęśliwego życia wiecznego, a szczęście można osiągnąć tylko na ziemi. Teza ta połączona jest z zazdrością względem bogatych oraz nienawiścią względem władzy, która nie dopuszcza do rabunków.
Aby zaradzić tym prądom Benedykt XV wzywa do miłości bliźniego oraz do przypominania nauki Kościoła.

### Sprawy Kościoła katolickiego
Papież na początku tej części przypomina zasługi swojego poprzednika  Piusa X. Następnie wzywa do ustania niezgody i nieporozumień pomiędzy katolikami, potępia modernizm oraz poleca związki katolickie. Wzywa również kapłanów do posłuszeństwa swoim biskupom.

### Zakończenie
Benedykt XV raz jeszcze apeluje o zakończenie wojny.
Stwierdza również, że papież musi być niezależny od wszelkiej władzy świeckiej, co obecnie, ze względu na brak własnego państwa nie jest wykonalne.
Pod koniec encykliki papież wznosi modlitwę za pokój, siebie, Kościół i wszystkich ludzi oraz udziela błogosławieństwa.